# São Gabriel do Oeste
São Gabriel do Oeste is een gemeente in de Braziliaanse deelstaat Mato Grosso do Sul. De gemeente telt 21.650 inwoners (schatting 2009).